# Geronticus
Geronticus (Wagler, 1832) è un genere di uccelli pelecaniformi della famiglia dei treschiornitidi, al quale sono attualmente ascritte due specie.

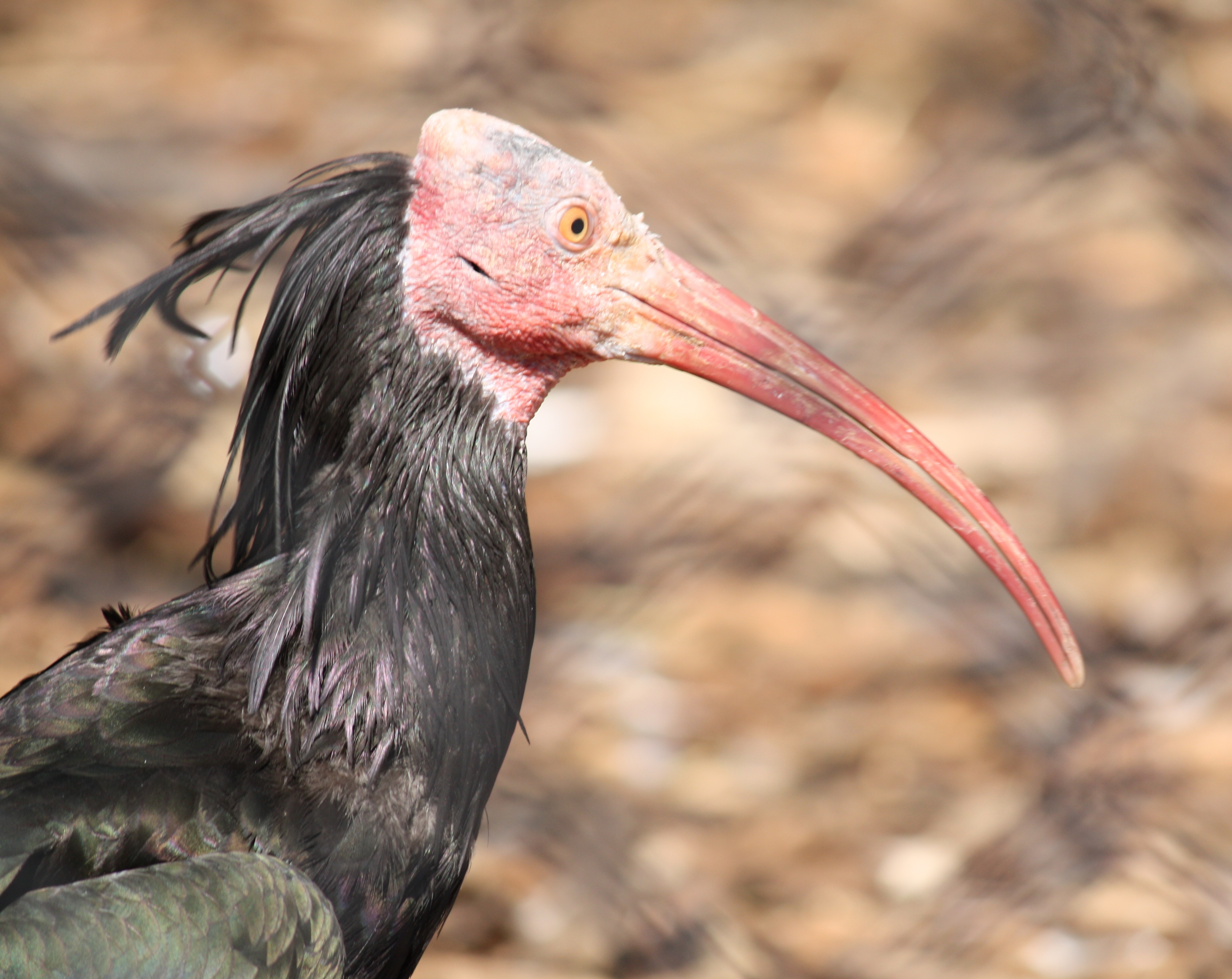
Un ibis eremita.

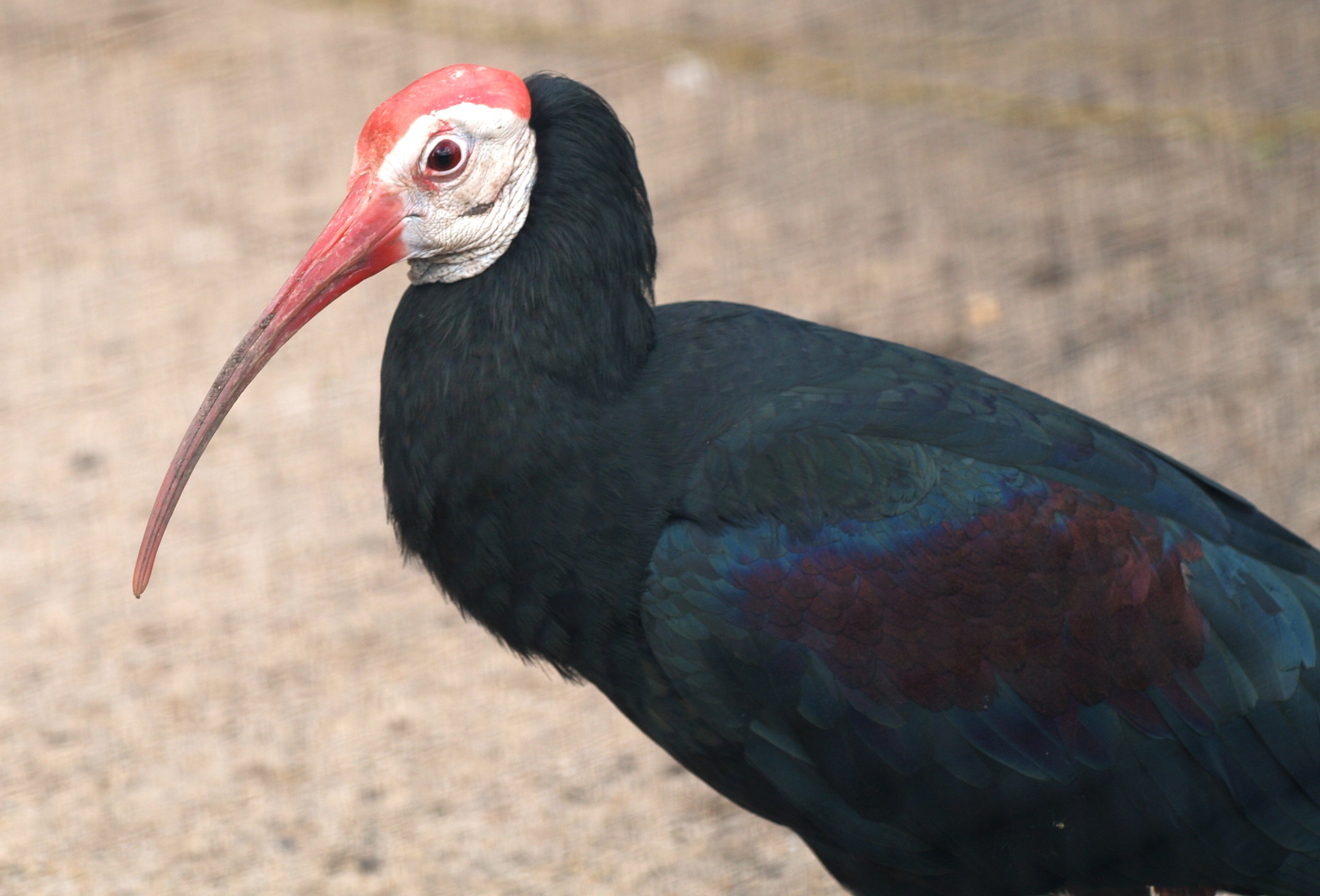
Un ibis calvo.

Al genere Geronticus vengono ascritte due specie viventi:
- Geronticus eremita - ibis eremita, una specie in pericolo critico, limitata in natura a pochi siti in Marocco e Turchia;
- Geronticus calvus - ibis calvo, classificato come vulnerabile dall'IUCN e diffuso in Sudafrica;

Oltre alle due specie viventi, sono state inoltre descritte almeno altre tre specie di animali ascrivibili a questo genere, in base ai reperti fossili pervenuti agli studiosi in varie località, principalmente europee:
- Geronticus perplexus
- Geronticus apelex[2]
- Geronticus balcanicus[3][4]

Il nome del genere deriva dal greco antico γέρων (geron, col significato di "anziano nell'aspetto"), con chiaro riferimento al fatto che le specie ascritte al genere presentano entrambe testa e parte del collo nudi e dall'aspetto molto rugoso.

Per il resto, similmente alla maggior parte degli ibis, le specie del genere Geronticus si presentano come uccelli slanciati, con collo e zampe piuttosto lunghi e becco lungo e leggermente arcuato a mo' di falce: tuttavia, a differenza di tutti gli altri uccelli con loro più strettamente imparentati, l'ibis calvo e l'ibis eremita disdegnano le zone paludose ed in genere ricche d'acqua, preferendo invece le aree rocciose circondate da pianure semiaride.
Gli ibis ascritti a questo genere cercano il cibo al suolo, nutrendosi di qualsiasi preda di piccole dimensioni riescano a sopraffare col lungo becco, principalmente piccoli sauri ed invertebrati.

La riproduzione avviene in grandi colonie monospecifiche: le coppie, una volta formatesi, restano insieme per tutta la vita e, sebbene la costruzione del nido sia prerogativa del maschio, ambedue i genitori provvedono alla cura delle uova (che, deposte in numero di 2-5, vengono covate per circa tre settimane) e dei nidiacei (che divengono indipendenti attorno al terzo mese di vita).